# Чанзітта

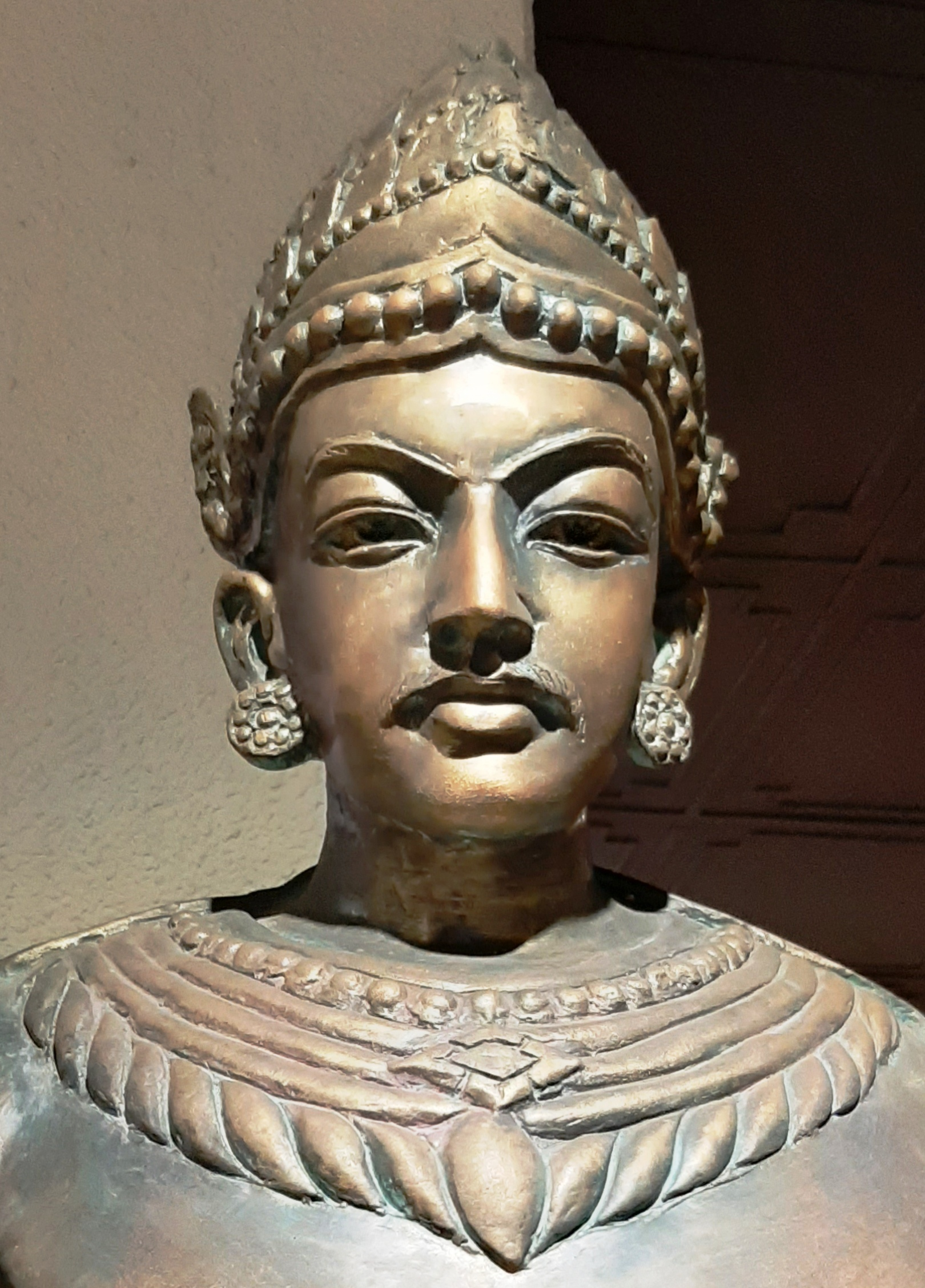
Статуя Чанзітти в Національному музеї М'янми в Янгоні

Чанзітта (бірм. ကျန်စစ်သား, 1084–1112) — третій цар єдиної Бірми — середньовічного Паганського царства. До сходження на трон відомий як Тулаїн (Тілуін) Ман.

## Життєпис
Став відомим як ватажок бірманського племені тілаїн і один з воєначальників царя Анорати. Після повстання монів і втрати бірманцями Пагана, став одним з ватажків опору, що спирався на бірманські землі в долині Чауси.
За легендою, під час однієї з вилазок пробрався до монського табору і викрав полоненого паганського царя Солу. Проте Солу почав пручатися і кричати, і Чанзітта був змушений його кинути. Щоб уникнути нових спроб викрадення, мони вирішили вбити бранця.
М'янма, які залишилися без законного володаря, вирішили обрати нового царя і їхній вибір впав на Чанзітту. Обрання підтримав і лідер буддійської сангхи шин Арахан, який безпомильно впізнав у новому володарі справжнього лідера і послідовника справи Анорати.
Згодом улесливі придворні літописці створили цьому цареві генеалогію, яка мало довести його родинні зв'язки з попередньою династією. Проте сам Чанзітта на цьому зв'язку не наполягав.
У вирішальній битві з монами Чанзітта здобув блискучу перемогу, а їхній ватажок загинув у бою. Чимало монів, яких свого часу переселив до Пагана Анората, поквапилися перейти на бік переможця. Інші похапцем тікали на південь — і на їхніх плечах Чанзітта зайняв монські міста Пегу, Татон і Мергуї.
Паганське царство було відновлене у всій його величі, а згодом його межі були навіть розширені — новий володар переміг араканців і шанів та досяг кордонів Китаю. Паган міцно тримав в своїх руках посередницьку торгівлю між Китаєм та державами Індійського океану.
Несподівано для багатьох новий володар визнав панівною верствою своєї держави переможених монів. Монських аристократів не лише не позбавили їхнього майна. Їх запрошували до столиці, нагороджували і призначали на найвищі посади, їхня мова набула статусу державної, саме нею писали офіційні документи і посвяти, навіть мода, смаки і побутові звички «південців» були визнані і прийняті у «вищому світі». По суті, монською стала уся Паганська держава. За єдиним винятком — військо залишилося бірманським.
Часи Чанзітти стали добою найбільшого розквіту Паганського царства. Видатний полководець, який багато і успішно воював, він пишався не військовими перемогами, а зростанням добробуту підданих і масштабним будівництвом — доріг, каналів, гребель, водосховищ, храмів, монастирів та святилищ — не лише в столиці, а в усіх землях великої держави.
Інженерами і архітекторами цих споруд зазвичай були мони, але й м'янма в них швидко вчилися. Так само в монській «тіні» розвивалися бірманська мова, писемність і література. Було започатковане й паганське літописання.
Паган за правління Чанзітти перетворився на велелюдне місто, що вийшло далеко за межі колишніх мурів. У центрі Пагана був зведений дерев'яний палац царя, а справжнім пам'ятником мудрому монарху став величний храм Ананда, в якому збереглися статуї самого Чанзітти і Арахана.
Паганський цар був добре знаний у світі, та й сам він турбувався про славу своєї держави. Відомо, що Чанзітта надіслав гроші, будівельні матеріали та майстрів для ремонту храму в індійській Бодгайї. Він також надавав притулок біженцям, які потерпали від релігійних переслідувань в своїх країнах. А особливо пишався тим, що переконав прийняти буддизм одного із принців з індустської династії Чолів. Йому спадкував онук Кансу I.